# Dieudonné Duguet
Dieudonné Duguet (Luik, 22 september 1794 – aldaar, 18 april 1849) was een Belgisch componist en organist. 
Hij was zoon van Joseph Duguet en Catherine Bierset. Hijzelf trouwde met Marie Constance Catherine Lemmens. Zoon Jules Duguet werd eveneens organist en docent aan het conservatorium.
Hij studeerde al op jonge leeftijd piano en compositieleer en zou zijn gehele leven aan de muziek wijden. Hij was met André Jaspar en Jean Joseph Henrard in 1921 een van de oprichters van een muziekschool in Luik, die in 1827 werd opgenomen in het Koninklijk Conservatorium Luik, opgericht door koning Willem I der Nederlanden. Hij zou daar aansluitend lesgeven in solfège. In 1828 werd hij organist van de plaatselijke Sint Denijs, werd er in 1835 kapelmeester en vanaf 1837 organist van de Sint-Pauluskathedraal. Ongeveer gelijktijdig met zijn kapelmeesterschap werd hij blind, waardoor hij het lesgeven moest opgeven. Hij was promotor van de religieuze muziek in en om Luik en schreef zelf ook een behoorlijk aantal werken. Van hem zijn bekend een motet getiteld Sanctum et terrible (in manuscriptvorm), een Te Deum, een Salve regina en een Homo quidam, twee Ecce panis, twee Genitori en drie cantates voor solisten, koor en orkest en drie requiems etc.
- Gemeinsame Normdatei: 1156054478
- Virtual International Authority File: 5598152381786201950007
- WorldCat: E39PBJyRCgPwQ9DVcmPy73V6Kd